# Finlândia no Festival Eurovisão da Canção
A Finlândia participou pela primeira vez em 1961, sendo um país que, ao longo das décadas, era considerado um país com poucas possibilidades de vencer, tendo apenas conquistado o seu primeiro top 5 quando venceu em 2006, com a banda Lordi e a canção "Hard Rock Hallelujah". No entanto, durante a década de 2020, tem-se qualificado sempre à final e com bons resultados, incluindo um 2º lugar em 2023, com a canção "Cha Cha Cha", que venceu o televoto.

## Galeria

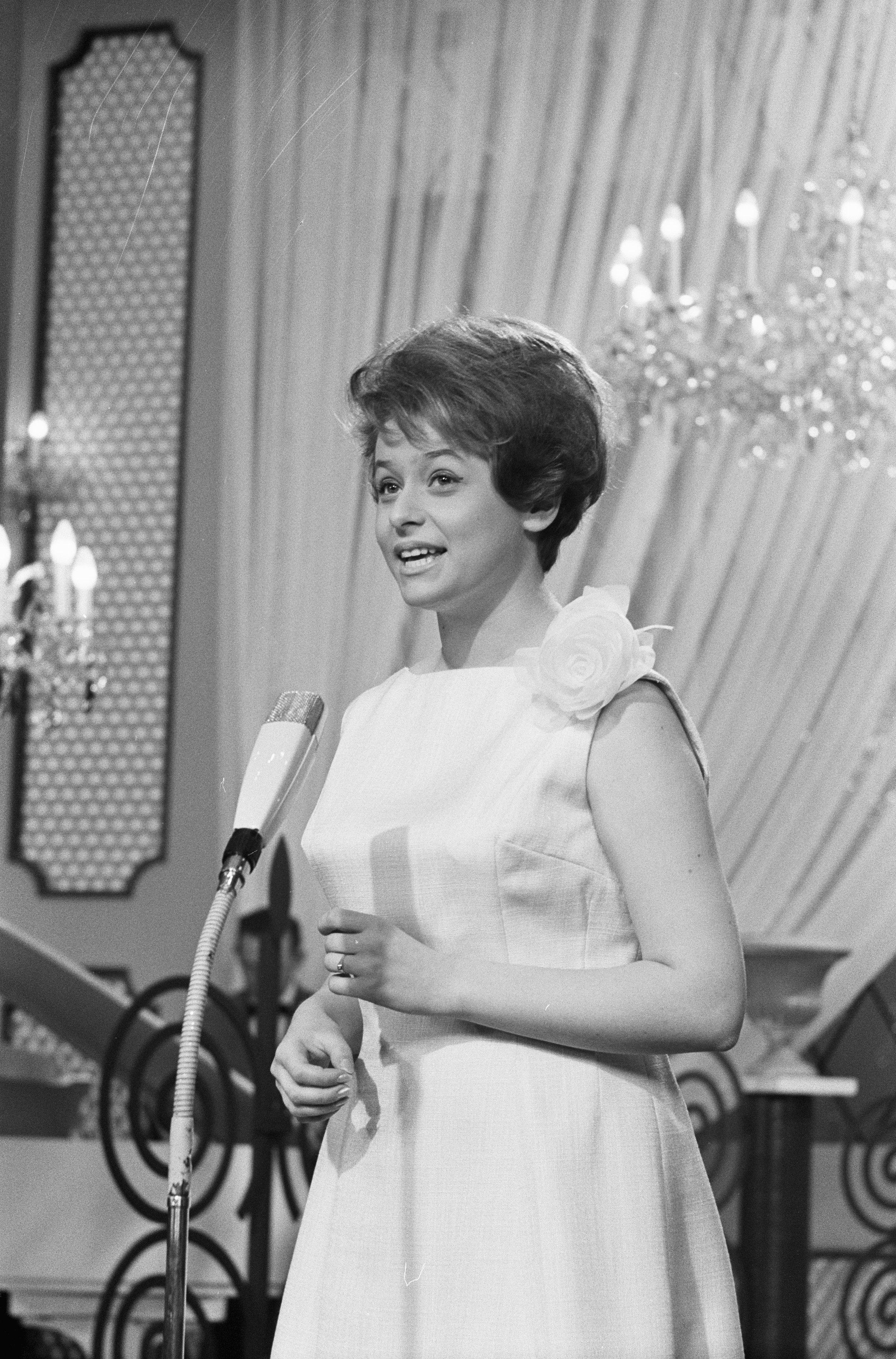
Marion Rung em Luxemburgo (1962)
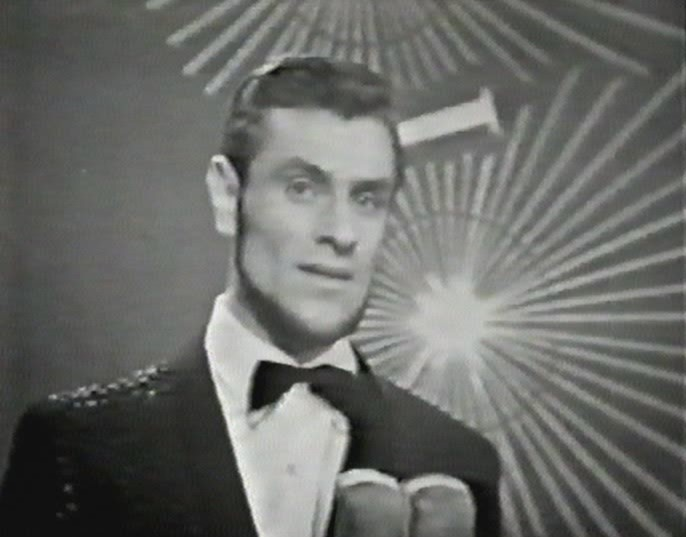
Viktor Klimenko em Nápoles (1965)
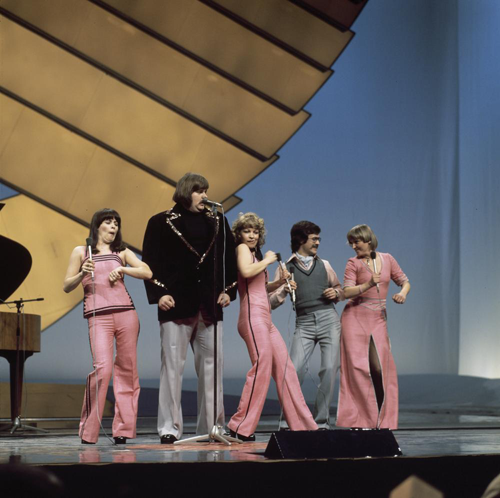
Fredi & Ystävät em Haia (1976)
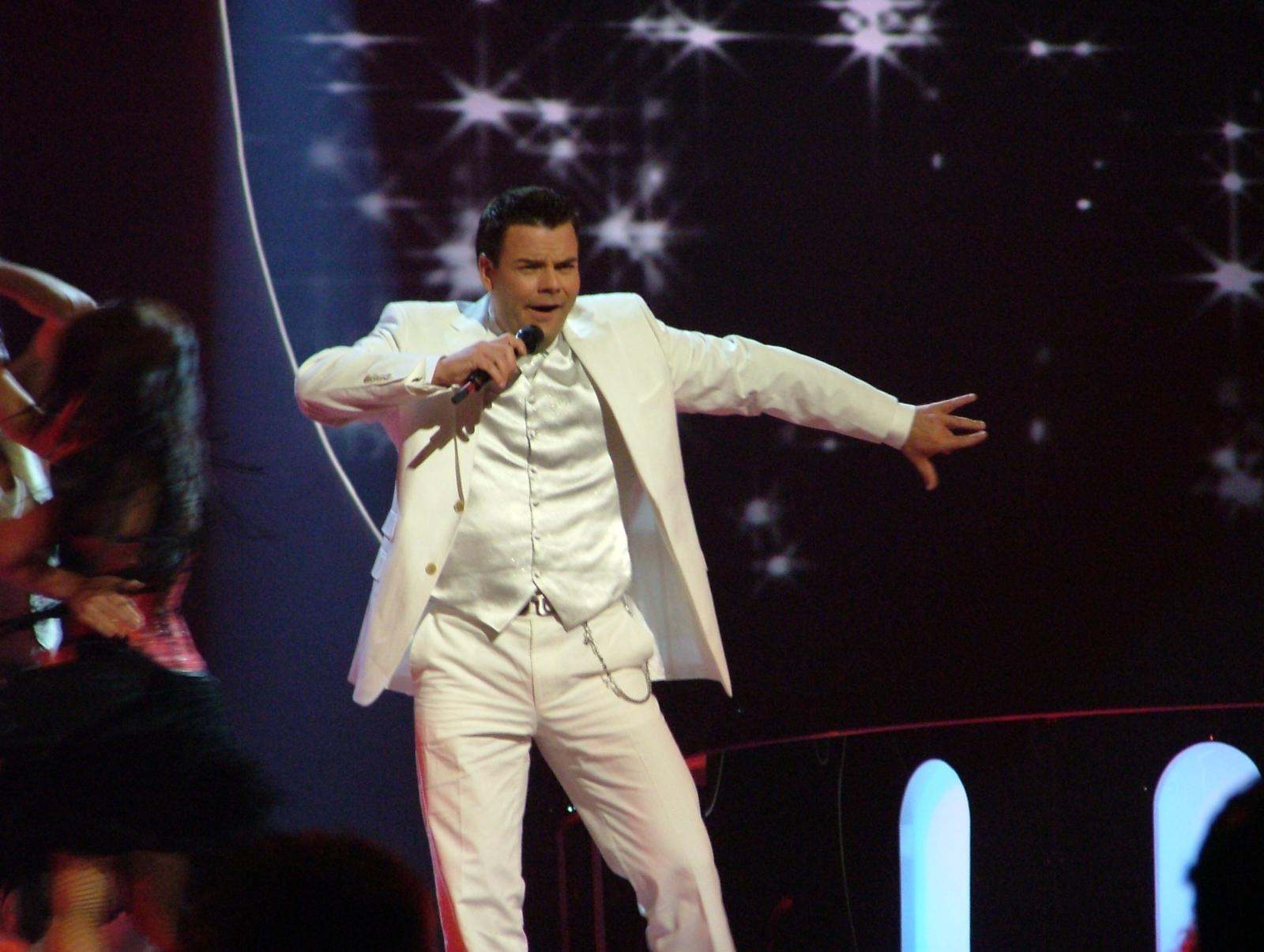
Jari Sillanpää em Istambul (2004)
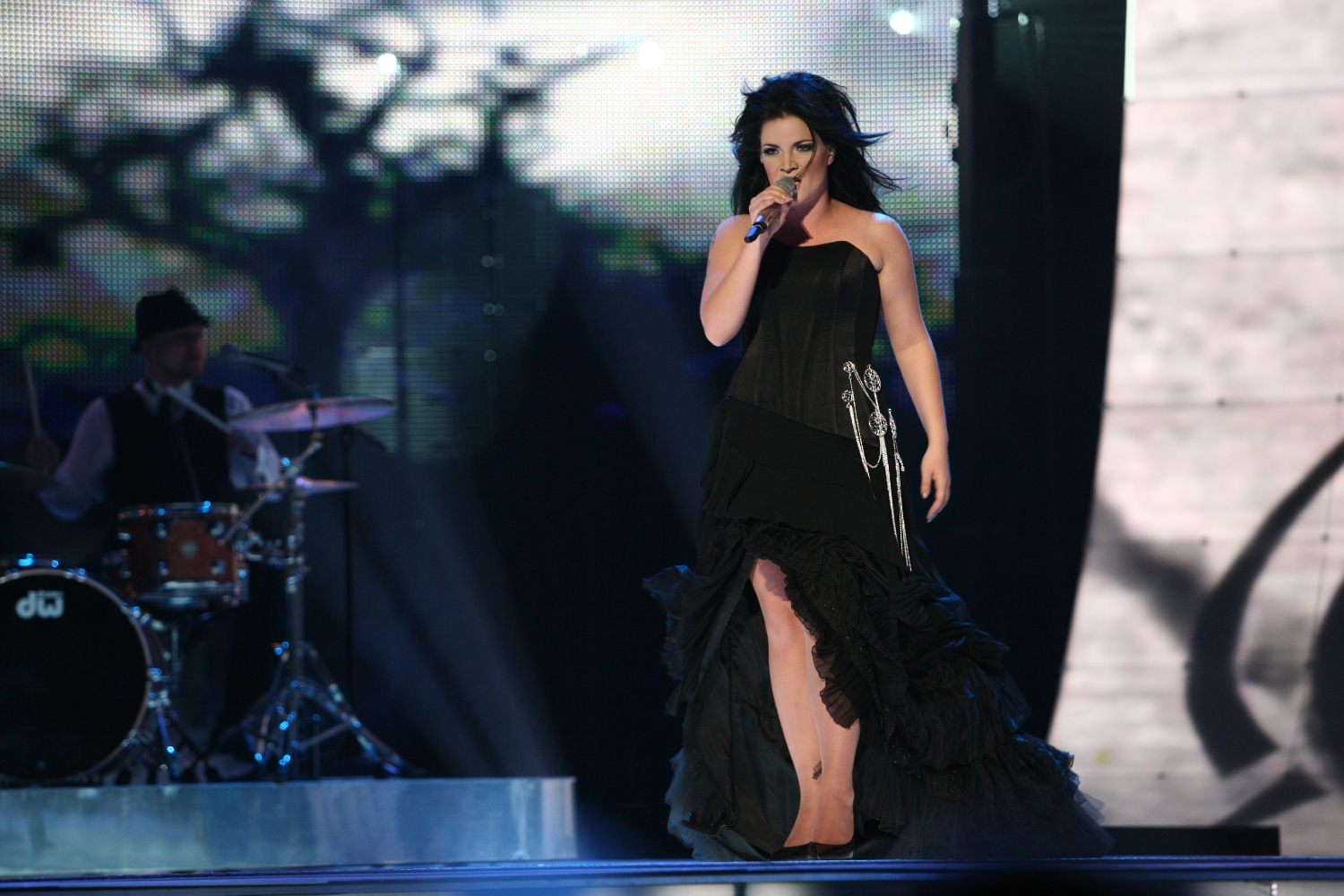
Hanna Pakarinen em Helsínquia (2007)
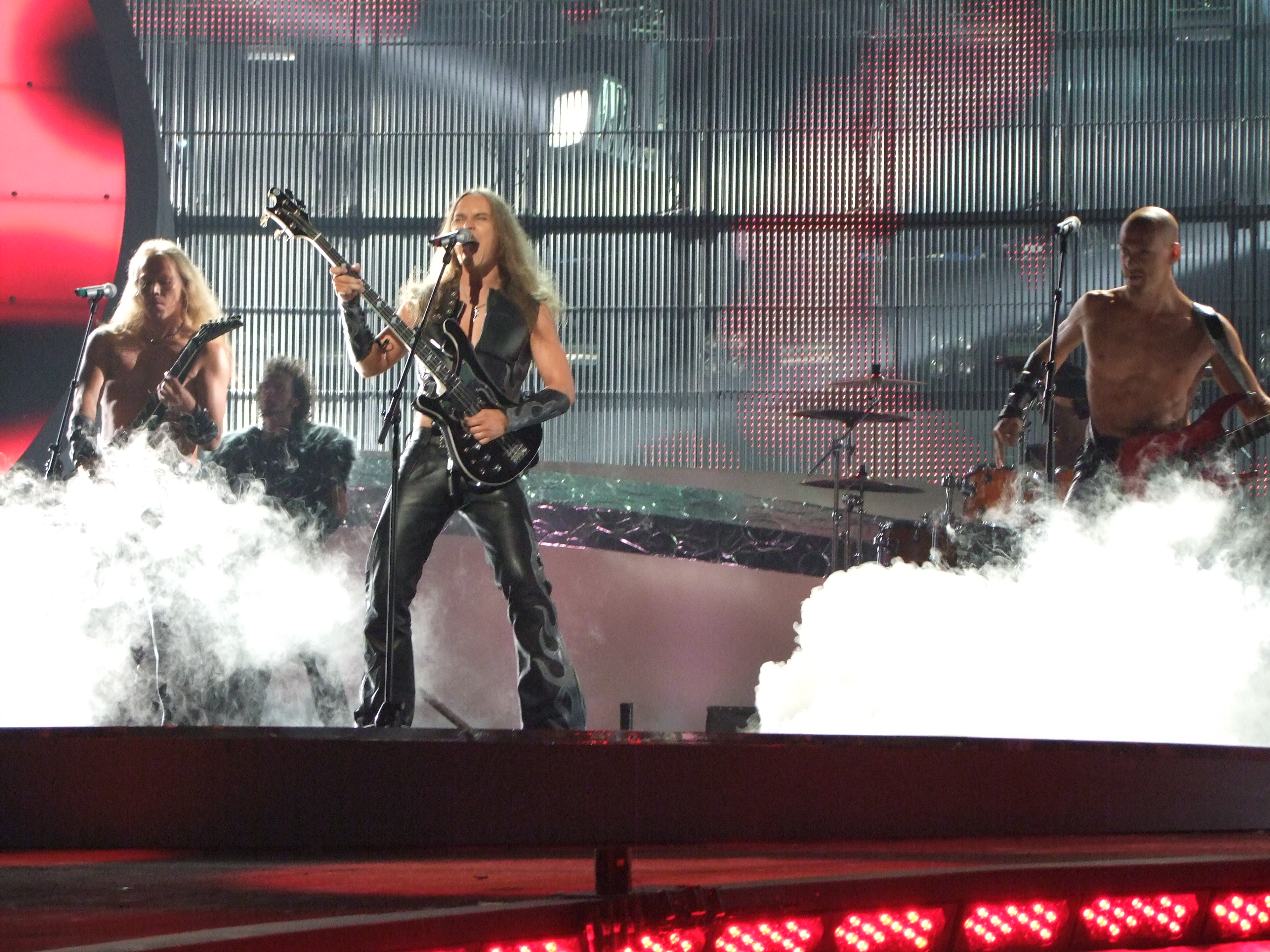
Teräsbetoni em Belgrado (2008)
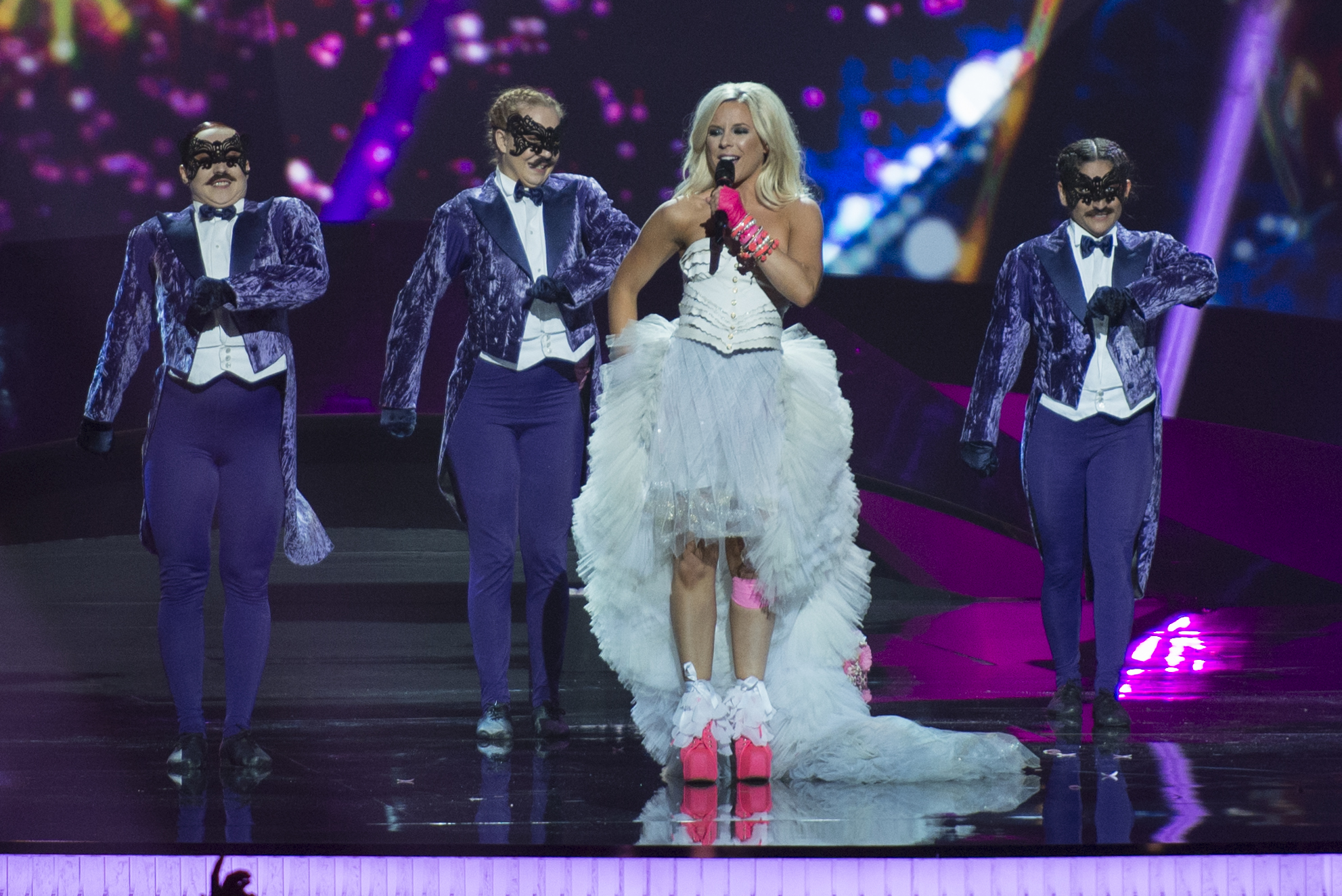
Krista Siegfrids em Malmö (2013)
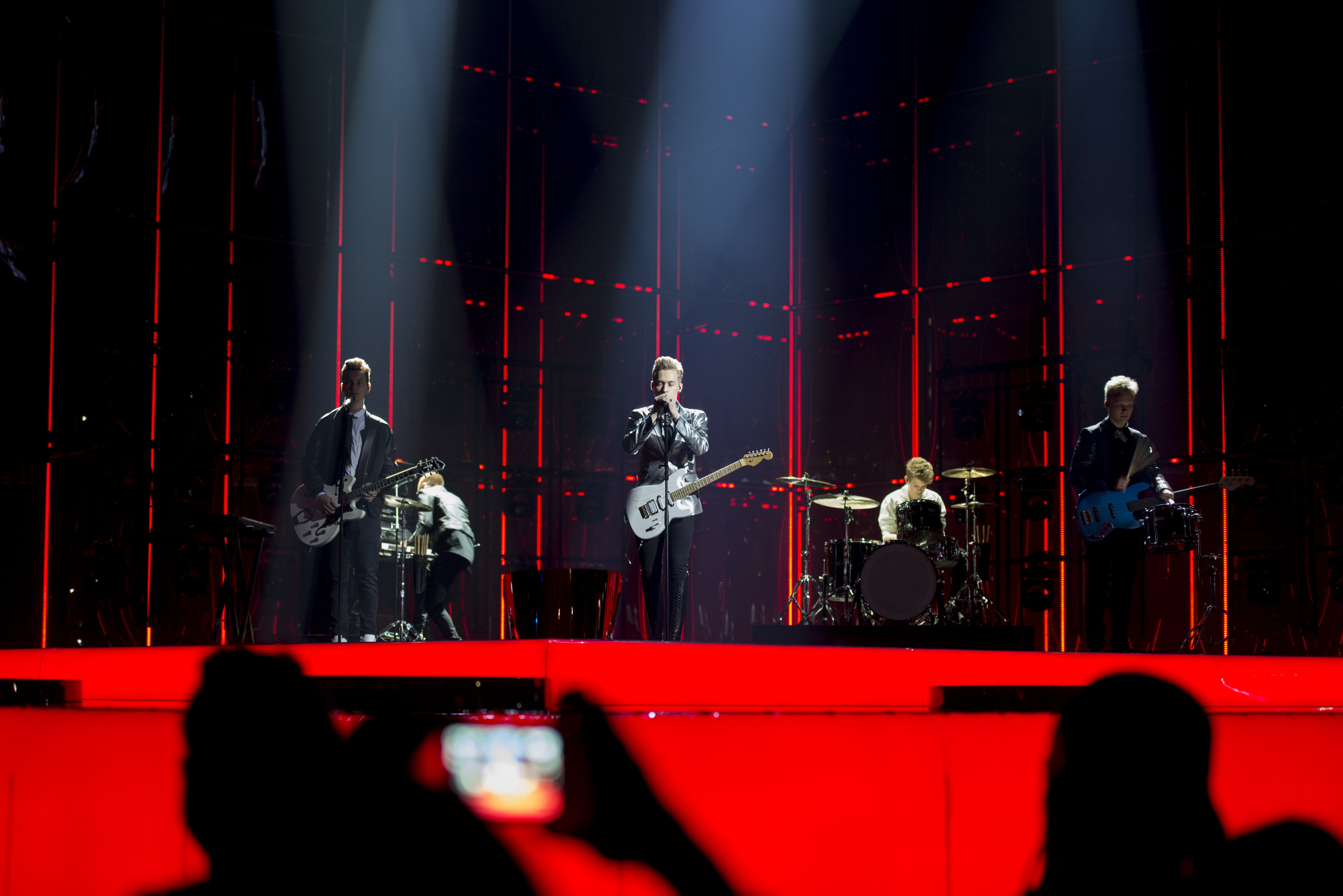
Softengine em Copenhaga (2014)
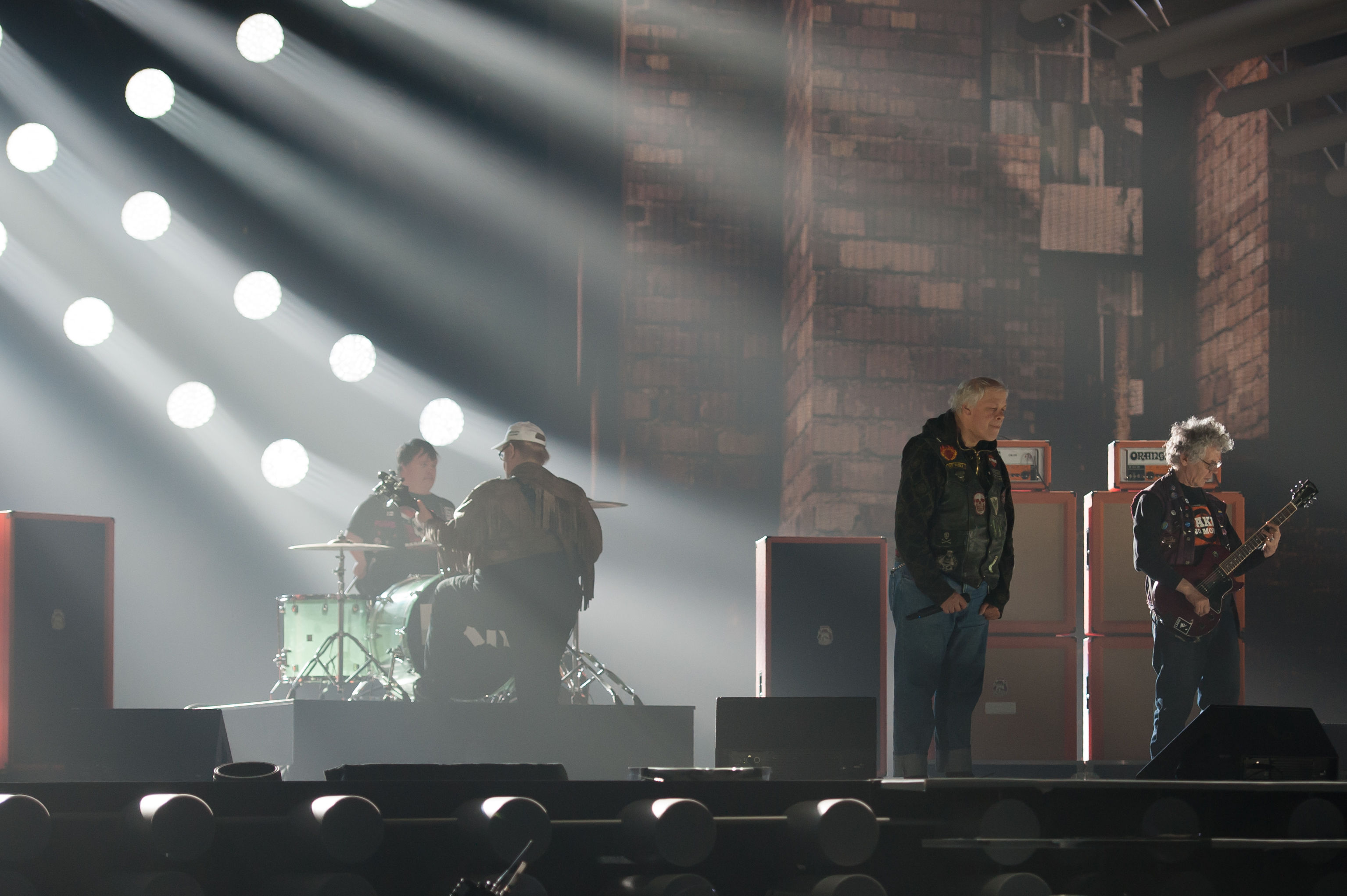
Pertti Kurikan Nimipäivät em Viena (2015)
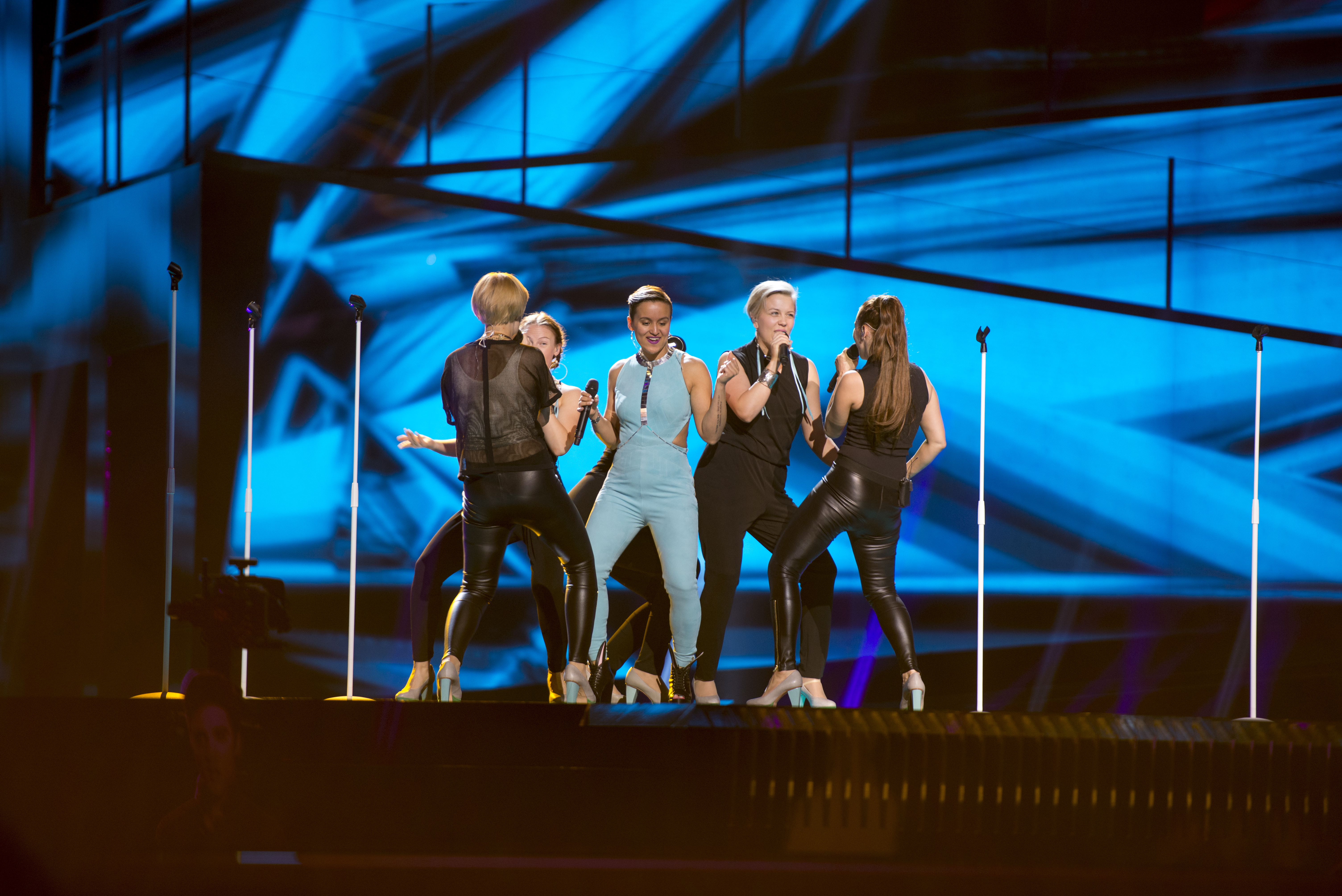
Sandhja em Estocolmo (2016)
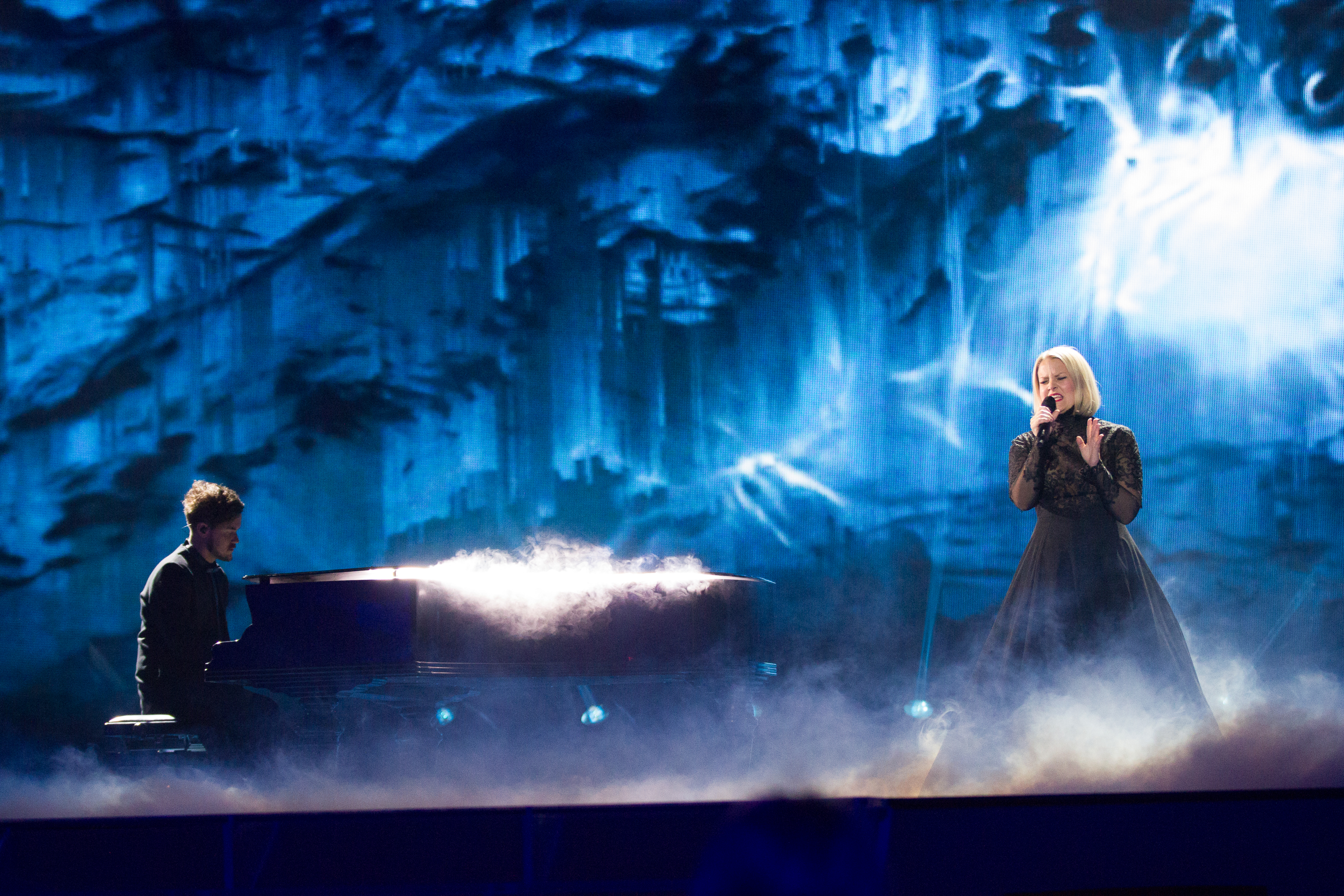
Norma John em Kiev (2017)
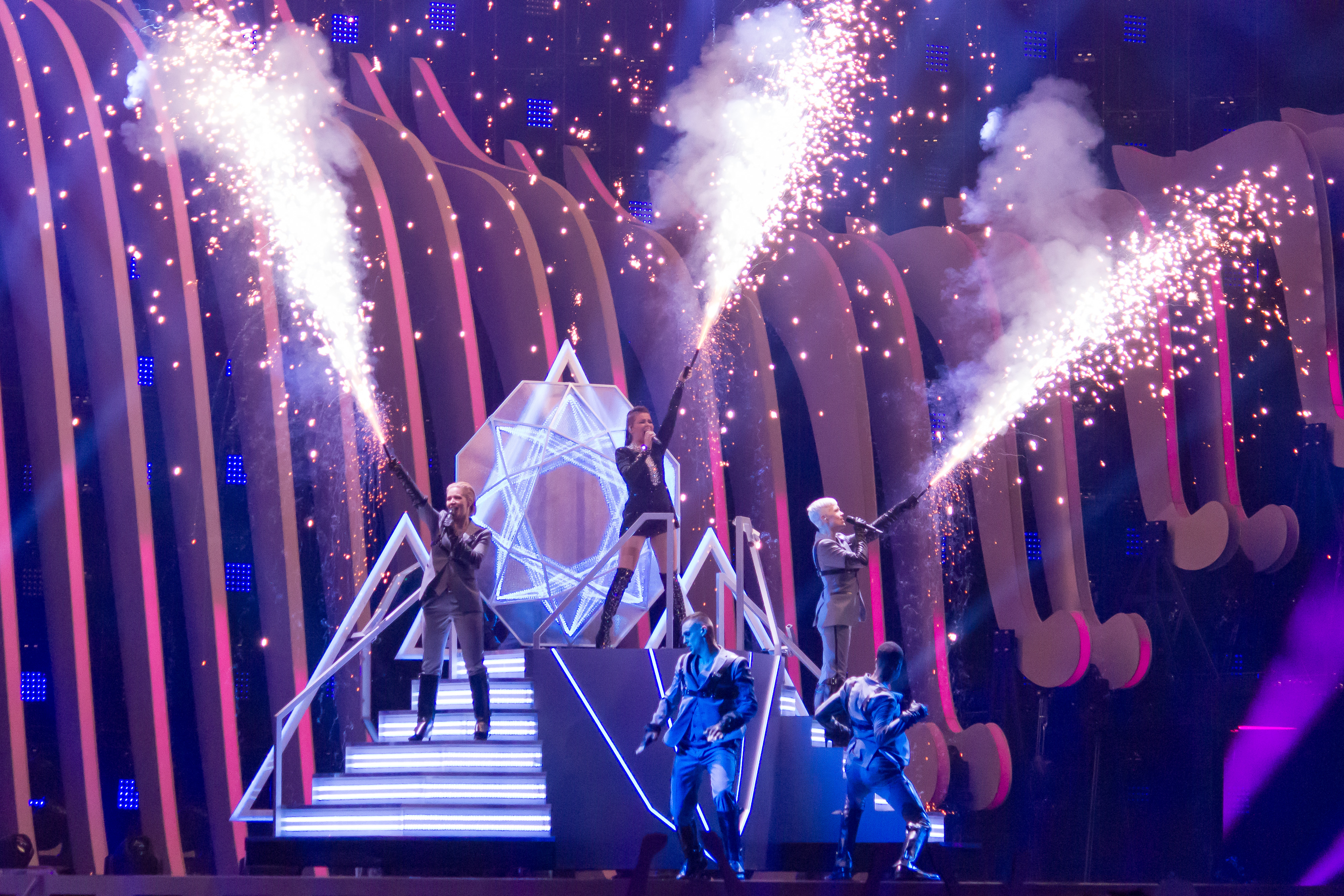
Saara Aalto em Lisboa (2018)
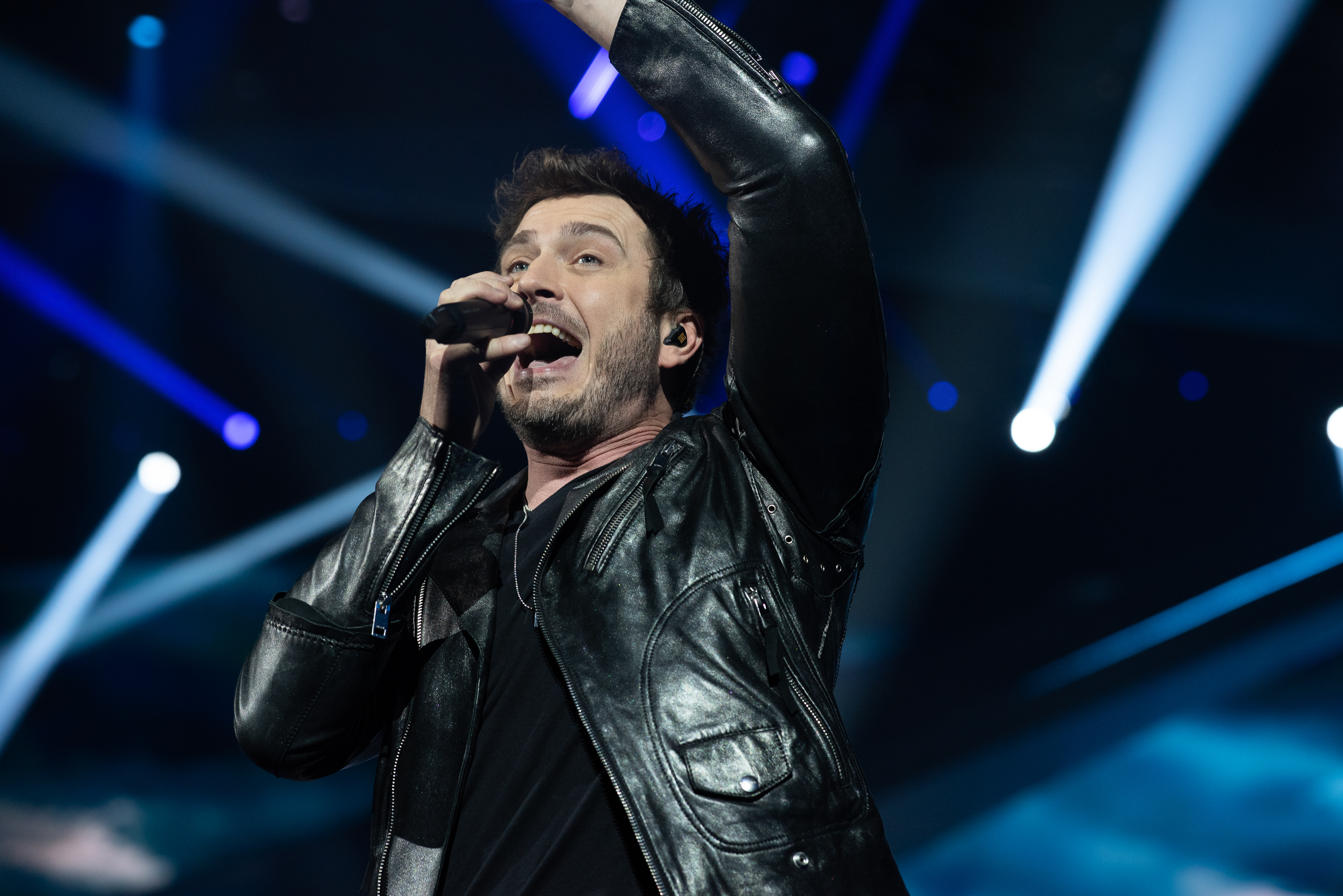
Darude feat. Sebastian Rejman em Tel Aviv (2019)

## Participações
Legenda
     Vencedor
     2.º lugar
     3.º lugar
     Pontuação Nula ("Null Points")/Último Lugar
     Melhor classificação (fora do top 3)
     Qualificação para a final (fora do top 3)
     País-anfitrião
     Desclassificado
| #   | Ano             | Artista                       | Canção                                                          | Língua             | Final                    | Pontos                   | Semi                        | Pontos                      |
| --- | --------------- | ----------------------------- | --------------------------------------------------------------- | ------------------ | ------------------------ | ------------------------ | --------------------------- | --------------------------- |
| 1º  | Cannes 1961     | Laila Kinnunen                | "Valoa ikkunassa" As Luzes na Janela                            | Finlandês          | 10º                      | 6                        | Sem semi-finais             | Sem semi-finais             |
| 2º  | Luxemburgo 1962 | Marion Rung                   | "Tipi-tii" Chilro chirp                                         | Finlandês          | 7º                       | 4                        | Sem semi-finais             | Sem semi-finais             |
| 3º  | Londres 1963    | Laila Halme                   | "Muistojeni laulu" A canção das minhas memórias                 | Finlandês          | 13º                      | 0                        | Sem semi-finais             | Sem semi-finais             |
| 4º  | Copenhaga 1964  | Lasse Mårtenson               | "Laiskotellen" Inactividade                                     | Finlandês          | 7º                       | 9                        | Sem semi-finais             | Sem semi-finais             |
| 5º  | Nápoles 1965    | Viktor Klimenko               | "Aurinko laskee länteen" O Sol põe-se a este                    | Finlandês          | 15º                      | 0                        | Sem semi-finais             | Sem semi-finais             |
| 6º  | Luxemburgo 1966 | Ann Christine                 | "Playboy" Rapaz de brincar                                      | Finlandês          | 10º                      | 7                        | Sem semi-finais             | Sem semi-finais             |
| 7º  | Viena 1967      | Fredi                         | "Varjoon - suojaan" Para a sombra - para segurança              | Finlandês          | 12º                      | 3                        | Sem semi-finais             | Sem semi-finais             |
| 8º  | Londres 1968    | Kristina Hautala              | "Kun kello käy" Quando o tempo passa                            | Finlandês          | 16º                      | 1                        | Sem semi-finais             | Sem semi-finais             |
| 9º  | Madrid 1969     | Jarkko & Laura                | "Kuin silloin ennen" Como naqueles tempos                       | Finlandês          | 12º                      | 6                        | Sem semi-finais             | Sem semi-finais             |
|     | Amesterdão 1970 | Não participou                | Não participou                                                  | Não participou     | Não participou           | Não participou           | Sem semi-finais             | Sem semi-finais             |
| 10º | Dublin 1971     | Markku Aro & Koivistolaiset   | "Tie uuteen päivään" Caminho para um novo dia                   | Finlandês          | 8º                       | 84                       | Sem semi-finais             | Sem semi-finais             |
| 11º | Edinburgo 1972  | Päivi Paunu & Kim Floor       | "Muistathan" Lembras-te?                                        | Finlandês          | 12º                      | 78                       | Sem semi-finais             | Sem semi-finais             |
| 12º | Luxemburgo 1973 | Marion Rung                   | "Tom Tom Tom"                                                   | Inglês             | 6º                       | 93                       | Sem semi-finais             | Sem semi-finais             |
| 13º | Brighton 1974   | Carita                        | "Keep me warm" Mantém-me quente                                 | Inglês             | 13º                      | 4                        | Sem semi-finais             | Sem semi-finais             |
| 14º | Estocolmo 1975  | Pihasoittajat                 | "Old Man Fiddle" Velho violinista                               | Inglês             | 7º                       | 74                       | Sem semi-finais             | Sem semi-finais             |
| 15º | Haia 1976       | Fredi & Ystävät               | "Pump-Pump"                                                     | Inglês             | 11º                      | 44                       | Sem semi-finais             | Sem semi-finais             |
| 16º | Londres 1977    | Monica Aspelund               | "Lapponia"                                                      | Finlandês          | 10º                      | 50                       | Sem semi-finais             | Sem semi-finais             |
| 17º | Paris 1978      | Seija Simola                  | "Anna rakkaudelle tilaisuus" Dá uma oportunidade ao amor        | Finlandês          | 18º                      | 2                        | Sem semi-finais             | Sem semi-finais             |
| 18º | Jerusalém 1979  | Katri Helena                  | "Katson sineen taivaan" Vejo o céu azul                         | Finlandês          | 14º                      | 38                       | Sem semi-finais             | Sem semi-finais             |
| 19º | Haia 1980       | Vesa-Matti Loiri              | "Huilumies" Um flautista                                        | Finlandês          | 19º                      | 6                        | Sem semi-finais             | Sem semi-finais             |
| 20º | Dublin 1981     | Riki Sorsa                    | "Reggae OK"                                                     | Finlandês          | 16º                      | 27                       | Sem semi-finais             | Sem semi-finais             |
| 21º | Harrogate 1982  | Kojo                          | "Nuku pommiin" Bombas fora                                      | Finlandês          | 18º                      | 0                        | Sem semi-finais             | Sem semi-finais             |
| 22º | Munique 1983    | Ami Aspelund                  | "Fantasiaa" Fantasia                                            | Finlandês          | 11º                      | 41                       | Sem semi-finais             | Sem semi-finais             |
| 23º | Luxemburgo 1984 | Kirka                         | "Hengaillaan" Vamos esperar                                     | Finlandês          | 9º                       | 46                       | Sem semi-finais             | Sem semi-finais             |
| 24º | Gotemburgo 1985 | Sonja Lumme                   | "Eläköön elämä" Viva a vida                                     | Finlandês          | 9º                       | 58                       | Sem semi-finais             | Sem semi-finais             |
| 25º | Bergen 1986     | Kari Kuivalainen              | "Never the end" Nunca o final                                   | Finlandês          | 15º                      | 22                       | Sem semi-finais             | Sem semi-finais             |
| 26º | Bruxelas 1987   | Vicky Rosti & Boulevard       | "Sata salamaa" Cem relâmpagos                                   | Finlandês          | 15º                      | 32                       | Sem semi-finais             | Sem semi-finais             |
| 27º | Dublin 1988     | Boulevard                     | "Nauravat silmät muistetaan" Olhos sorridentes são os lembrados | Finlandês          | 20º                      | 3                        | Sem semi-finais             | Sem semi-finais             |
| 28º | Lausanne 1989   | Anneli Saaristo               | "La dolce vita" A doce vida                                     | Finlandês          | 7º                       | 76                       | Sem semi-finais             | Sem semi-finais             |
| 29º | Zagreb 1990     | Beat                          | "Fri?" Livres?                                                  | Sueco              | 21º                      | 8                        | Sem semi-finais             | Sem semi-finais             |
| 30º | Roma 1991       | Kaija Kärkinen                | "Hullu yö" Noite louca                                          | Finlandês          | 20º                      | 6                        | Sem semi-finais             | Sem semi-finais             |
| 31º | Malmö 1992      | Pave Maijanen                 | "Yamma, Yamma"                                                  | Finlandês          | 23º                      | 4                        | Sem semi-finais             | Sem semi-finais             |
| 32º | Millstreet 1993 | Katri Helena                  | "Tule luo" Vem para mim                                         | Finlandês          | 17º                      | 20                       | Kvalifikacija za Millstreet | Kvalifikacija za Millstreet |
| 33º | Dublin 1994     | CatCat                        | "Bye Bye Baby" Adeus querido                                    | Finlandês & Inglês | 22º                      | 11                       | Sem semi-finais             | Sem semi-finais             |
|     | Dublin 1995     | Não participou                | Não participou                                                  | Não participou     | Não participou           | Não participou           | Sem semi-finais             | Sem semi-finais             |
| 34º | Oslo 1996       | Jasmine                       | "Niin kaunis on taivas" O céu é tão belo                        | Finlandês          | 23º                      | 9                        | 22º                         | 38                          |
|     | Dublin 1997     | Não participou                | Não participou                                                  | Não participou     | Não participou           | Não participou           | Sem semi-finais             | Sem semi-finais             |
| 35º | Birmingham 1998 | Edea                          | "Aava" Vasta                                                    | Finlandês          | 15º                      | 22                       | Sem semi-finais             | Sem semi-finais             |
|     | Jerusalém 1999  | Não participou                | Não participou                                                  | Não participou     | Não participou           | Não participou           | Sem semi-finais             | Sem semi-finais             |
| 36º | Estocolmo 2000  | Nina Åström                   | "A Little Bit" Um pouco                                         | Inglês             | 18º                      | 18                       | Sem semi-finais             | Sem semi-finais             |
|     | Copenhaga 2001  | Não participou                | Não participou                                                  | Não participou     | Não participou           | Não participou           | Sem semi-finais             | Sem semi-finais             |
| 37º | Tallinn 2002    | Laura                         | "Addicted To You" Viciada em ti                                 | Inglês             | 20º                      | 24                       | Sem semi-finais             | Sem semi-finais             |
|     | Riga 2003       | Não participou                | Não participou                                                  | Não participou     | Não participou           | Não participou           | Sem semi-finais             | Sem semi-finais             |
| 38º | Istambul 2004   | Jari Sillanpää                | "Takes 2 To Tango" São precisos 2 para o tango                  | Inglês             | Não se qualificou        | Não se qualificou        | 14º                         | 51                          |
| 39º | Kiev 2005       | Geir Rönning                  | "Why?" Porquê                                                   | Inglês             | Não se qualificou        | Não se qualificou        | 18º                         | 50                          |
| 40º | Atenas 2006     | Lordi                         | "Hard Rock Hallelujah" Aleluia Hard Rock                        | Inglês             | 1º                       | 292                      | 1º                          | 292                         |
| 41º | Helsínquia 2007 | Hanna Pakarinen               | "Leave Me Alone" Deixa-me em paz                                | Inglês             | 17º                      | 53                       | País anfitrião              | País anfitrião              |
| 42º | Belgrado 2008   | Teräsbetoni                   | "Missä miehet ratsastaa" Onde os Homens montão                  | Finlandês          | 22º                      | 35                       | 8º                          | 79                          |
| 43º | Moscovo 2009    | Waldo's People                | "Lose Control" Perder o Controlo                                | Inglês             | 25º                      | 22                       | 12º                         | 42                          |
| 44º | Oslo 2010       | Kuunkuiskaajat                | "Työlki ellää" Tu podes viver a trabalhar                       | Finlandês          | Não se qualificou        | Não se qualificou        | 11º                         | 49                          |
| 45º | Düsseldorf 2011 | Paradise Oskar                | "Da Da Dam"                                                     | Inglês             | 21º                      | 57                       | 3º                          | 103                         |
| 46º | Baku 2012       | Pernilla Karlsson             | "När jag blundar" Quando fecho os meus olhos                    | Sueco              | Não se qualificou        | Não se qualificou        | 12º                         | 41                          |
| 47º | Malmö 2013      | Krista Siegfrids              | "Marry Me?" Casa Comigo?                                        | Inglês             | 24º                      | 13                       | 9º                          | 64                          |
| 48º | Copenhaga 2014  | Softengine                    | "Someting Better" Algo Melhor                                   | Inglês             | 11º                      | 72                       | 3º                          | 97                          |
| 49º | Viena 2015      | Pertti Kurikan Nimipäivät     | "Aina mun pitää" O que sempre tenho de fazer                    | Finlandês          | Não se qualificou        | Não se qualificou        | 16º                         | 13                          |
| 50º | Estocolmo 2016  | Sandhja                       | "Sing It Away" Cantá-la                                         | Inglês             | Não se qualificou        | Não se qualificou        | 15º                         | 51                          |
| 51º | Kiev 2017       | Norma John                    | "Blackbird" Melro                                               | Inglês             | Não se qualificou        | Não se qualificou        | 12º                         | 92                          |
| 52º | Lisboa 2018     | Saara Aalto                   | "Monsters" Monstros                                             | Inglês             | 25º                      | 46                       | 10º                         | 108                         |
| 53º | Tel Aviv 2019   | Darude feat. Sebastian Rejman | "Look Away" Olhar para longe                                    | Inglês             | Não se qualificou        | Não se qualificou        | 17º                         | 23                          |
|     | Roterdão 2020   | Aksel Kankaanranta            | "Looking Back" Olhando para trás                                | Inglês             | A edição não se realizou | A edição não se realizou | A edição não se realizou    | A edição não se realizou    |
| 54º | Roterdão 2021   | Blind Channel                 | "Dark Side" Lado Negro                                          | Inglês             | 6º                       | 301                      | 5º                          | 234                         |
| 55º | Turim 2022      | The Rasmus                    | "Jezebel"                                                       | Inglês             | 21º                      | 38                       | 7º                          | 162                         |
| 56º | Liverpool 2023  | Käärijä                       | "Cha Cha Cha"                                                   | Finlandês          | 2º                       | 526                      | 1º                          | 177                         |
| 57º | Malmö 2024      | Windows95man                  | "No Rules!" Sem regras!                                         | Inglês             | 19º                      | 38                       | 7º                          | 59                          |
| 58º | Basileia 2025   | Erika Vikman                  | "Ich komme" Estou-me a vir                                      | Finlandês & Alemão | 11º                      | 196                      | 3º                          | 115                         |

| Ano             | Artista                       | Canção            | Final             | Final             | Final             | Final             | Final             | Final             | Semi            | Semi            | Semi            | Semi            | Semi | Semi   |
| Ano             | Artista                       | Canção            | Tlv.              | Pontos            | Júri              | Pontos            | Cl.               | Pontos            | Tlv.            | Pontos          | Júri            | Pontos          | Cl.  | Pontos |
| --------------- | ----------------------------- | ----------------- | ----------------- | ----------------- | ----------------- | ----------------- | ----------------- | ----------------- | --------------- | --------------- | --------------- | --------------- | ---- | ------ |
| Moscovo 2009    | Waldo's People                | "Lose Control"    | 22º               | 30                | 24º               | 12                | 25º               | 22                | Apenas televoto | Apenas televoto | Apenas televoto | Apenas televoto | 12º  | 42     |
| Oslo 2010       | Kuunkuiskaajat                | "Työlki ellää"    | Não se qualificou | Não se qualificou | Não se qualificou | Não se qualificou | Não se qualificou | Não se qualificou | 6º              | 69              | 15º             | 37              | 11º  | 49     |
| Düsseldorf 2011 | Paradise Oskar                | "Da Da Dam"       | 21º               | 47                | 17º               | 75                | 21º               | 57                | 3º              | 111             | 5º              | 86              | 3º   | 103    |
| Baku 2012       | Pernilla Karlsson             | "När jag blundar" | Não se qualificou | Não se qualificou | Não se qualificou | Não se qualificou | Não se qualificou | Não se qualificou | 12º             | 36              | 12º             | 57              | 12º  | 41     |
| Malmö 2013      | Krista Siegfrids              | "Marry Me?"       | 20º               | 16.68             | 18º               | 13.77             | 24º               | 13                | 10º             | 8.89            | 6º              | 7.05            | 9º   | 64     |
| Copenhaga 2014  | Softengine                    | "Someting Better" | 17º               | 39                | 7º                | 114               | 11º               | 72                | 7º              | 63              | 2º              | 117             | 3º   | 97     |
| Viena 2015      | Pertti Kurikan Nimipäivät     | "Aina mun pitää"  | Não se qualificou | Não se qualificou | Não se qualificou | Não se qualificou | Não se qualificou | Não se qualificou | 10º             | 55              | 16º             | 1               | 16º  | 13     |
| Estocolmo 2016  | Sandhja                       | "Sing It Away"    | Não se qualificou | Não se qualificou | Não se qualificou | Não se qualificou | Não se qualificou | Não se qualificou | 15º             | 16              | 12º             | 35              | 15º  | 51     |
| Kiev 2017       | Norma John                    | "Blackbird"       | Não se qualificou | Não se qualificou | Não se qualificou | Não se qualificou | Não se qualificou | Não se qualificou | 10º             | 51              | 12º             | 41              | 12º  | 92     |
| Lisboa 2018     | Saara Aalto                   | "Monsters"        | 21º               | 23                | 24º               | 23                | 25º               | 46                | 7º              | 73              | 15º             | 35              | 10º  | 108    |
| Tel Aviv 2019   | Darude feat. Sebastian Rejman | "Look Away"       | Não se qualificou | Não se qualificou | Não se qualificou | Não se qualificou | Não se qualificou | Não se qualificou | 17º             | 14              | 16º             | 9               | 17º  | 23     |
| Roterdão 2021   | Blind Channel                 | "Dark Side"       | 4º                | 218               | 11º               | 83                | 6º                | 301               | 1º              | 150             | 6º              | 84              | 5º   | 234    |
| Turim 2022      | The Rasmus                    | "Jezebel"         | 16º               | 26                | 22º               | 12                | 21º               | 38                | 6º              | 99              | 8º              | 63              | 7º   | 162    |
| Liverpool 2023  | Käärijä                       | "Cha Cha Cha"     | 1º                | 376               | 4º                | 150               | 2º                | 526               | Apenas televoto | Apenas televoto | Apenas televoto | Apenas televoto | 1º   | 177    |
| Malmö 2024      | Windows95man                  | "No Rules!"       | 15º               | 31                | 24º               | 7                 | 19º               | 38                | Apenas televoto | Apenas televoto | Apenas televoto | Apenas televoto | 7º   | 59     |
| Basileia 2025   | Erika Vikman                  | "Ich komme"       | 9º                | 108               | 10º               | 88                | 11º               | 196               | Apenas televoto | Apenas televoto | Apenas televoto | Apenas televoto | 3º   | 115    |

## Apresentadores

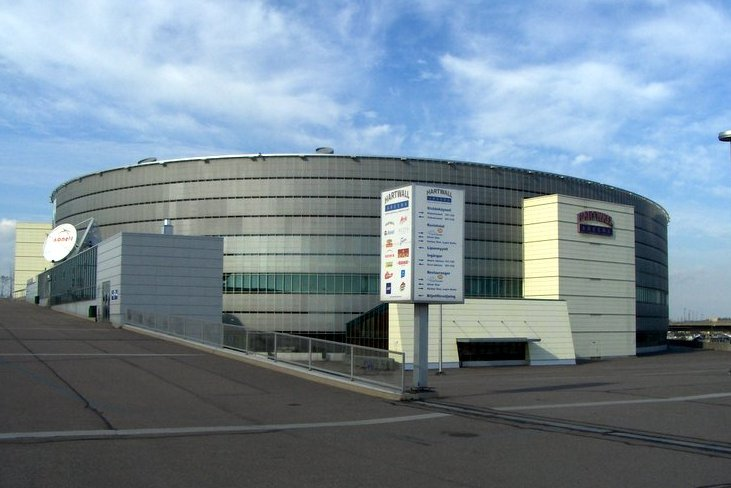
Hartwall Areena em Helsínquia, sede do 2007

| Ano  | Local      | Local           | Apresentador(es)                  |
| ---- | ---------- | --------------- | --------------------------------- |
| 2007 | Helsínquia | Hartwall Areena | Jaana Pelkonen e Mikko Leppilampi |

## Maestros
| Ano(s) | Maestro             |
| ------ | ------------------- |
| 1961   | George de Godzinsky |
| 1962   | George de Godzinsky |
| 1963   | George de Godzinsky |
| 1964   | George de Godzinsky |
| 1965   | George de Godzinsky |
| 1966   | Ossi Runne          |
| 1967   | Ossi Runne          |
| 1968   | Ossi Runne          |
| 1969   | Ossi Runne          |
| 1970   | Não participou      |
| 1971   | Ossi Runne          |
| 1972   | Ossi Runne          |
| 1973   | Ossi Runne          |
| 1974   | Ossi Runne          |
| 1975   | Ossi Runne          |
| 1976   | Ossi Runne          |
| 1977   | Ossi Runne          |
| 1978   | Ossi Runne          |
| 1979   | Ossi Runne          |
| 1980   | Ossi Runne          |
| 1981   | Henrik Otto Donner  |
| 1982   | Ossi Runne          |
| 1983   | Ossi Runne          |
| 1984   | Ossi Runne          |
| 1985   | Ossi Runne          |
| 1986   | Ossi Runne          |
| 1987   | Ossi Runne          |
| 1988   | Ossi Runne          |
| 1989   | Ossi Runne          |
| 1990   | Olli Ahvenlahti     |
| 1991   | Olli Ahvenlahti     |
| 1992   | Olli Ahvenlahti     |
| 1993   | Olli Ahvenlahti     |
| 1994   | Olli Ahvenlahti     |
| 1995   | Não participou      |
| 1996   | Olli Ahvenlahti     |
| 1997   | Não participou      |
| 1998   | Olli Ahvenlahti     |

## Comentadores e porta-vozes
| Ano(s) | Comentador(es) de televisão | Comentador(es) de televisão  | Comentador(es) de televisão   | Comentador(es) de televisão | Comentador(es) de televisão | Comentador(es) de rádio              | Votação              | Votação          | Votação        | Votação                |
| Ano(s) | Comentador finlandês        | Segundo comentador finlandês | Terceiro comentador finlandês | Comentador sueco            | Segundo comentador sueco    | Comentador(es) de rádio              | Porta-voz            | Idioma utilizado | Cidade         | Plano de fundo         |
| ------ | --------------------------- | ---------------------------- | ----------------------------- | --------------------------- | --------------------------- | ------------------------------------ | -------------------- | ---------------- | -------------- | ---------------------- |
| 1960   | Aarno Walli                 | Sem segundo comentador       | Sem terceiro comentador       | Sem transmissão             | Sem transmissão             | Desconhecido                         | Não participou       | Não participou   | Não participou | Não participou         |
| 1961   | Aarno Walli                 | Sem segundo comentador       | Sem terceiro comentador       | Sem transmissão             | Sem transmissão             | Poppe Berg                           | Aarno Walli          | Francês          | Helsínquia     | Nenhum                 |
| 1962   | Aarno Walli                 | Sem segundo comentador       | Sem terceiro comentador       | Sem transmissão             | Sem transmissão             | Poppe Berg                           | Erkki Melakoski      | Francês          | Helsínquia     | Nenhum                 |
| 1963   | Aarno Walli                 | Sem segundo comentador       | Sem terceiro comentador       | Sem transmissão             | Sem transmissão             | Poppe Berg                           | Erkki Melakoski      | Inglês           | Helsínquia     | Nenhum                 |
| 1964   | Aarno Walli                 | Sem segundo comentador       | Sem terceiro comentador       | Sem transmissão             | Sem transmissão             | Poppe Berg                           | Erkki Melakoski      | Inglês           | Helsínquia     | Nenhum                 |
| 1965   | Aarno Walli                 | Sem segundo comentador       | Sem terceiro comentador       | Sem transmissão             | Sem transmissão             | Poppe Berg                           | Erkki Melakoski      | Inglês           | Helsínquia     | Nenhum                 |
| 1966   | Aarno Walli                 | Sem segundo comentador       | Sem terceiro comentador       | Sem transmissão             | Sem transmissão             | Poppe Berg                           | Aarno Walli          | Inglês           | Helsínquia     | Nenhum                 |
| 1967   | Aarno Walli                 | Sem segundo comentador       | Sem terceiro comentador       | Sem transmissão             | Sem transmissão             | Poppe Berg                           | Aarno Walli          | Inglês           | Helsínquia     | Nenhum                 |
| 1968   | Aarno Walli                 | Sem segundo comentador       | Sem terceiro comentador       | Sem transmissão             | Sem transmissão             | Poppe Berg                           | Desconhecido         | Inglês           | Helsínquia     | Nenhum                 |
| 1969   | Aarno Walli                 | Sem segundo comentador       | Sem terceiro comentador       | Sem transmissão             | Sem transmissão             | Aarno Walli                          | Aarre Elo            | Inglês           | Helsínquia     | Nenhum                 |
| 1970   | Sem transmissão             | Sem segundo comentador       | Sem terceiro comentador       | Sem transmissão             | Sem transmissão             | Sem transmissão                      | Não transmitiu       | Não transmitiu   | Não transmitiu | Não transmitiu         |
| 1971   | Heikki Seppälä              | Sem segundo comentador       | Sem terceiro comentador       | Sem transmissão             | Sem transmissão             | Matti Paalosmaa                      | Sem porta-voz        | Sem porta-voz    | Sem porta-voz  | Sem porta-voz          |
| 1972   | Heikki Seppälä              | Sem segundo comentador       | Sem terceiro comentador       | Sem transmissão             | Sem transmissão             | Erkki Melakoski                      | Sem porta-voz        | Sem porta-voz    | Sem porta-voz  | Sem porta-voz          |
| 1973   | Erkki Pohjanheimo           | Sem segundo comentador       | Sem terceiro comentador       | Sem transmissão             | Sem transmissão             | Erkki Melakoski                      | Sem porta-voz        | Sem porta-voz    | Sem porta-voz  | Sem porta-voz          |
| 1974   | Matti Paalosmaa             | Sem segundo comentador       | Sem terceiro comentador       | Sem transmissão             | Sem transmissão             | Matti Paalosmaa                      | Aarre Eloi           | Inglês           | Helsínquia     | Nenhum                 |
| 1975   | Heikki Seppälä              | Sem segundo comentador       | Sem terceiro comentador       | Sem transmissão             | Sem transmissão             | Erkki Melakoski                      | Kaarina Pönniö       | Inglês           | Helsínquia     | Nenhum                 |
| 1976   | Vesa Nuotio                 | Sem segundo comentador       | Sem terceiro comentador       | Sem transmissão             | Sem transmissão             | Desconhecido                         | Erkki Vihtonen       | Inglês           | Helsínquia     | Nenhum                 |
| 1977   | Erkki Toivanen              | Sem segundo comentador       | Sem terceiro comentador       | Sem transmissão             | Sem transmissão             | Matti Paalosmaa                      | Kaarina Pönniö       | Inglês           | Helsínquia     | Nenhum                 |
| 1978   | Erkki Toivanen              | Sem segundo comentador       | Sem terceiro comentador       | Sem transmissão             | Sem transmissão             | Desconhecido                         | Kaarina Pönniö       | Francês          | Helsínquia     | Nenhum                 |
| 1979   | Anja-Maija Leppänen         | Sem segundo comentador       | Sem terceiro comentador       | Sem transmissão             | Sem transmissão             | Matti Paalosmaa e Jaakko Salonoja    | Kaarina Pönniö       | Inglês           | Helsínquia     | Nenhum                 |
| 1980   | Heikki Harma                | Aarre Elo                    | Sem terceiro comentador       | Sem transmissão             | Sem transmissão             | Desconhecido                         | Kaarina Pönniö       | Inglês           | Helsínquia     | Nenhum                 |
| 1981   | Ossi Runne                  | Sem segundo comentador       | Sem terceiro comentador       | Sem transmissão             | Sem transmissão             | Matti Paalosmaa e Jaakko Salonoja    | Annemi Genetz        | Inglês           | Helsínquia     | Nenhum                 |
| 1982   | Erkki Toivanen              | Sem segundo comentador       | Sem terceiro comentador       | Sem transmissão             | Sem transmissão             | Desconhecido                         | Solveig Herlin       | Inglês           | Helsínquia     | Nenhum                 |
| 1983   | Erkki Pohjanheimo           | Sem segundo comentador       | Sem terceiro comentador       | Sem transmissão             | Sem transmissão             | Markus Similä                        | Solveig Herlin       | Inglês           | Helsínquia     | Nenhum                 |
| 1984   | Heikki Seppälä              | Sem segundo comentador       | Sem terceiro comentador       | Sem transmissão             | Sem transmissão             | Jaakko Salonoja                      | Solveig Herlin       | Inglês           | Helsínquia     | Nenhum                 |
| 1985   | Heikki Harma                | Kari Lumikero                | Sem terceiro comentador       | Sem transmissão             | Sem transmissão             | Desconhecido                         | Annemi Genetz        | Inglês           | Helsínquia     | Nenhum                 |
| 1986   | Heikki Harma                | Kari Lumikero                | Sem terceiro comentador       | Sem transmissão             | Sem transmissão             | Desconhecido                         | Solveig Herlin       | Inglês           | Helsínquia     | Nenhum                 |
| 1987   | Erkki Toivanen              | Sem segundo comentador       | Sem terceiro comentador       | Sem transmissão             | Sem transmissão             | Desconhecido                         | Solveig Herlin       | Inglês           | Helsínquia     | Nenhum                 |
| 1988   | Erkki Pohjanheimo           | Sem segundo comentador       | Sem terceiro comentador       | Sem transmissão             | Sem transmissão             | Desconhecido                         | Solveig Herlin       | Inglês           | Helsínquia     | Nenhum                 |
| 1989   | Heikki Harma                | Sem segundo comentador       | Sem terceiro comentador       | Sem transmissão             | Sem transmissão             | Jake Nyman e Kati Bergman            | Solveig Herlin       | Inglês           | Helsínquia     | Nenhum                 |
| 1990   | Erkki Pohjanheimo           | Ossi Runne                   | Sem terceiro comentador       | Sem transmissão             | Sem transmissão             | Jake Nyman e Kati Bergman            | Solveig Herlin       | Inglês           | Helsínquia     | Nenhum                 |
| 1991   | Erkki Pohjanheimo           | Sem segundo comentador       | Sem terceiro comentador       | Sem transmissão             | Sem transmissão             | Kai Ristola                          | Heidi Kokki          | Inglês           | Helsínquia     | Nenhum                 |
| 1992   | Erkki Pohjanheimo           | Kati Bergman                 | Sem terceiro comentador       | Sem transmissão             | Sem transmissão             | Sanna Kojo                           | Solveig Herlin       | Inglês           | Helsínquia     | Nenhum                 |
| 1993   | Erkki Pohjanheimo           | Kirsi-Maria Niemi            | Sem terceiro comentador       | Sem transmissão             | Sem transmissão             | Sanna Kojo e Outi Popp               | Solveig Herlin       | Inglês           | Helsínquia     | Nenhum                 |
| 1994   | Erkki Pohjanheimo           | Kirsi-Maria Niemi            | Sem terceiro comentador       | Sem transmissão             | Sem transmissão             | Desconhecido                         | Solveig Herlin       | Inglês           | Helsínquia     | Catedral de Helsínquia |
| 1995   | Erkki Pohjanheimo           | Olli Ahvenlahti              | Sem terceiro comentador       | Sem transmissão             | Sem transmissão             | Iris Mattila e Ossi Runne            | Não participou       | Não participou   | Não participou | Não participou         |
| 1996   | Erkki Pohjanheimo           | Sanna Kojo                   | Sem terceiro comentador       | Sem transmissão             | Sem transmissão             | Iris Mattila e Pasi Hiihtola         | Solveig Herlin       | Inglês           | Helsínquia     |                        |
| 1997   | Aki Sirkesalo               | Olli Ahvenlahti              | Sem terceiro comentador       | Sem transmissão             | Sem transmissão             | Iris Mattila e Sanna Kojo            | Não participou       | Não participou   | Não participou | Não participou         |
| 1998   | Maria Guzenina              | Sami Aaltonen                | Sem terceiro comentador       | Sem transmissão             | Sem transmissão             | Aki Sirkesalo e Kati Bergman         | Marjo Wilska         | Inglês           | Helsínquia     | Golfo da Finlândia     |
| 1999   | Jani Juntunen               | Sem segundo comentador       | Sem terceiro comentador       | Sem transmissão             | Sem transmissão             | Desconhecido                         | Não participou       | Não participou   | Não participou | Não participou         |
| 2000   | Jani Juntunen               | Sem segundo comentador       | Sem terceiro comentador       | Sem transmissão             | Sem transmissão             | Desconhecido                         | Pia Mäkinen          | Inglês           | Helsínquia     | Golfo da Finlândia     |
| 2001   | Jani Juntunen               | Asko Murtomäki               | Sem terceiro comentador       | Sem transmissão             | Sem transmissão             | Desconhecido                         | Não participou       | Não participou   | Não participou | Não participou         |
| 2002   | Maria Guzenina              | Asko Murtomäki               | Sem terceiro comentador       | Sem transmissão             | Sem transmissão             | Desconhecido                         | Marion Rung          | Inglês           | Helsínquia     | Centro de Helsínquia   |
| 2003   | Maria Guzenina              | Asko Murtomäki               | Sem terceiro comentador       | Sem transmissão             | Sem transmissão             | Desconhecido                         | Não participou       | Não participou   | Não participou | Não participou         |
| 2004   | Markus Kajo                 | Asko Murtomäki               | Sem terceiro comentador       | Thomas Lundin               | Sem segundo comentador      | Sanna Kojo e Jorma Hietamäki         | Anna Stenlund        | Inglês           | Helsínquia     | Centro de Helsínquia   |
| 2005   | Jaana Pelkonen              | Asko Murtomäki               | Heikki Paasonen               | Thomas Lundin               | Sem segundo comentador      | Sanna Kojo e Jorma Hietamäki         | Jari Sillanpää       | Inglês           | Helsínquia     | Golfo da Finlândia     |
| 2006   | Jaana Pelkonen              | Asko Murtomäki               | Heikki Paasonen               | Thomas Lundin               | Sem segundo comentador      | Sanna Kojo e Jorma Hietamäki         | Nina Tapio           | Inglês           | Helsínquia     | Estúdios da YLE        |
| 2007   | Ellen Jokikunnas            | Asko Murtomäki               | Heikki Paasonen               | Thomas Lundin               | Sem segundo comentador      | Sanna Kojo e Jorma Hietamäki         | Laura Voutilainen    | Inglês           | Helsínquia     | Praça do Senado        |
| 2008   | Jaana Pelkonen              | Asko Murtomäki               | Mikko Peltola                 | Thomas Lundin               | Sem segundo comentador      | Sanna Kojo e Jorma Hietamäki         | Mikko Leppilampi     | Inglês           | Helsínquia     | Catedral de Helsínquia |
| 2009   | Jaana Pelkonen              | Asko Murtomäki               | Mikko Peltola                 | Tobias Larsson              | Sem segundo comentador      | Sanna Kojo e Jorma Hietamäki         | Jari Sillanpää       | Inglês           | Helsínquia     | Praça do Senado        |
| 2010   | Jaana Pelkonen              | Asko Murtomäki               | Sem terceiro comentador       | Tobias Larsson              | Sem segundo comentador      | Sanna Kojo e Jorma Hietamäki         | Johanna Pirttilahti  | Inglês           | Helsínquia     |                        |
| 2011   | Tarja Närhi                 | Asko Murtomäki               | Sem terceiro comentador       | Eva Frantz                  | Johan Lindroos              | Sanna Kojo e Jorma Hietamäki         | Susan Aho            | Inglês           | Helsínquia     | Golfo da Finlândia     |
| 2012   | Tarja Närhi                 | Tobias Larsson               | Sem terceiro comentador       | Eva Frantz                  | Johan Lindroos              | Sanna Kojo e Jorma Hietamäki         | Mr. Lordi            | Inglês           | Helsínquia     | Golfo da Finlândia     |
| 2013   | Aino Töllinen               | Juuso Mäkilähde              | Sem terceiro comentador       | Eva Frantz                  | Johan Lindroos              | Sanna Kojo e Jorma Hietamäki         | Kristiina Wheeler    | Inglês           | Helsínquia     |                        |
| 2014   | Sanna Pirkkalainen          | Jorma Hietamäki              | Sem terceiro comentador       | Eva Frantz                  | Johan Lindroos              | Jorma Hietamäki e Sanna Pirkkalainen | Redrama              | Inglês           | Helsínquia     |                        |
| 2015   | Aino Töllinen               | Cristal Snow                 | Sem terceiro comentador       | Eva Frantz                  | Johan Lindroos              | Aino Töllinen e Cristal Snow         | Krista Siegfrids     | Inglês           | Helsínquia     |                        |
| 2016   | Mikko Silvennoinen          | Sem segundo comentador       | Sem terceiro comentador       | Eva Frantz                  | Johan Lindroos              | Sanna Pirkkalainen e Jorma Hietamäki | Jussi-Pekka Rantanen | Inglês           | Helsínquia     |                        |
| 2017   | Mikko Silvennoinen          | Sem segundo comentador       | Sem terceiro comentador       | Eva Frantz                  | Johan Lindroos              | Desconhecido                         | Jenni Vartiainen     | Inglês           | Helsínquia     |                        |
| 2018   |                             |                              |                               |                             |                             |                                      |                      |                  |                |                        |

## História dos votos (1961-2017)
| Finlândia deu mais pontos a: | Finlândia deu mais pontos a: | Finlândia deu mais pontos a: |
| Rank                         | País                         | Pontos                       |
| ---------------------------- | ---------------------------- | ---------------------------- |
| 1                            | Suécia                       | 295                          |
| 2                            | Noruega                      | 181                          |
| 3                            | Israel                       | 168                          |
| 4                            | Itália                       | 157                          |
| 5                            | Estónia                      | 156                          |

| Finlândia recebeu mais pontos a: | Finlândia recebeu mais pontos a: | Finlândia recebeu mais pontos a: |
| Rank                             | País                             | Pontos                           |
| -------------------------------- | -------------------------------- | -------------------------------- |
| 1                                | Suécia                           | 185                              |
| 2                                | Noruega                          | 174                              |
| 3                                | Islândia                         | 145                              |
| 4                                | Estónia                          | 127                              |
| 5                                | Irlanda                          | 103                              |
| 5                                | Reino Unido                      | 103                              |

## Prémios Marcel Bezençon
Prémio Imprensa
| Ano  | Artista        | Canção                 | Resultado na final | Pontos | Anfitriã   |
| ---- | -------------- | ---------------------- | ------------------ | ------ | ---------- |
| 2006 | Lordi          | "Hard Rock Hallelujah" | 1º                 | 292    | Atenas     |
| 2011 | Paradise Oskar | "Da Da Dam"            | 21º                | 57     | Düsseldorf |

Prémio Fã
| Ano  | Artista           | Canção            | Resultado na final | Pontos | Anfitriã |
| ---- | ----------------- | ----------------- | ------------------ | ------ | -------- |
| 2002 | Laura Voutilainen | "Addicted to You" | 20º                | 24     | Tallinn  |

## Outros Festivais

### Festival Eurovisão da Canção Júnior
Nunca Participou